# كاثي يوين
كاثي يوين (بالصينية: 湯怡) هي ممثلة صينية، ولدت في 17 أكتوبر 1988 في هونغ كونغ في الصين.

## وصلات خارجية
- كاثي يوين على موقع IMDb (الإنجليزية)
- كاثي يوين على موقع قاعدة بيانات الفيلم (الإنجليزية)
- كاثي يوين على موقع كينوبويسك (الروسية)